# JA広島果実連
JA広島果実連株式会社（ジェイエーひろしまかじつれん）は、広島県内の果実出荷を振興を行ない県内農業協同組合の指導的立場にある企業。広果連または広島県果実連とも呼称されることがある。
株式会社化以前は広島県内の農業協同組合の指導的立場にある専門農業協同組合連合会（専門連）であった。

## 概要
1948年（昭和23年）に広島果実販売農業協同組合連合会として発足。1956年（昭和31年）に広島県果実農業協同組合連合会に改称。事業内容も販売中心から生産・販売両面にわたる指導を行う連合会へと変わる。
1974年（昭和39年）に非出資連合会から出資連合会に改組。ダンボール工場を建設し、全国に先駆けて木箱からダンボールに出荷容器を切り替えを促進した。
2025年（令和7年）に連合会からJA全農ひろしまが完全出資する株式会社に改組し、JA広島果実連株式会社と改称
。
県内農協をリードして販売促進・広報事業を行っているほか、フルーツゼリーやジュースなど加工品の企画開発・生産にも力を入れている。また輸出にも取り組んでいる。

## 管内で生産される主な品目
- ぶどう
- ナシ
- 柑橘類（レモン、はるか[4]）

## 事務所
- 本社 - 広島県東広島市河内町入野11631番13号
- ダンボール工場 - 広島県竹原市忠海床浦1丁目17番1号
- 東京支所 - 東京都大田区東海3丁目2番1号 大田市場日園連内
- 大阪支所 - 大阪市福島区野田1丁目1番86号 大阪市中央卸売市場業務管理棟12階 日園連内
- 広島支所 - 広島市西区草津港1丁目8番1号 広島市中央卸売市場内

## その他
県内で生産されるレモンの統一ブランドとして「広島レモン」を地域団体商標に登録。栽培基準を定め、生産・販売を管理している。
2014年にAKB48・NMB48メンバーの市川美織を「広島レモン大使」に任命。記者会見で代表理事会長（当時）の川田洋次郎が任命証を手渡した。